# Franz Reifmüller

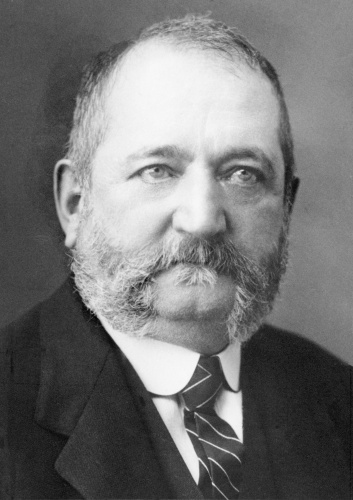
Franz Reifmüller (vor 1925)

Franz Reifmüller (* 30. September 1861 in Wien; † 4. März 1940 ebenda) war ein österreichischer Politiker der Sozialdemokratischen Arbeiterpartei (SdP).

## Ausbildung und Beruf
Nach dem Besuch der Volks- und Bürgerschule wurde er Buchdrucker.

## Politische Funktionen
- 1911–1918: Abgeordneter des Abgeordnetenhauses im Reichsrat (XII. Legislaturperiode), Wahlbezirk Österreich unter der Enns 12, Klub der deutschen Sozialdemokraten
- Obmann des Vereines der Buchdrucker und Schriftgießer Österreichs
- Beisitzer des Gewerbegerichtes in Wien
- Gehilfenvorsitzender des Tarifamtes der Buchdrucker in Österreich
- 1918–1919: Abgeordneter des Provisorischen Landtages von Niederösterreich

## Politische Mandate
- 21. Oktober 1918 bis 16. Februar 1919: Mitglied der Provisorischen Nationalversammlung, SdP